# Vinícius Júnior
Vinícius José Paixão de Oliveira Júnior, född 12 juli 2000, mer känd som Vinícius Júnior eller Vini Jr., är en brasiliansk fotbollsspelare som spelar för Real Madrid i La Liga.

## Klubblagskarriär
Vinícius Júnior började spela fotboll i  Flamengos juniorlag. Han debuterade i A-laget 2017. Ett år senare köpte Real Madrid honom för ca 38 miljoner euro. Han spelade några veckor för RM Castilla innan han gjorde sin debut för Madridklubben. Han har vunnit 2 UCL-titlar, och anses vara en av La Ligas 50 bästa spelare just nu.

## Landslagskarriär
Vinícius Júnior debuterade för Brasiliens landslag den 10 september 2019 i en 1–0-förlust mot Peru, där han blev inbytt i den 74:e minuten mot Richarlison.
I november 2022 blev Vinícius uttagen i Brasiliens trupp till VM 2022.

## Meriter

### Real Madrid
- La Liga: 2019/2020, 2021/2022, 2023/2024
- UEFA Champions League: 2021/2022, 2023/2024
- Spanska cupen: 2022/2023
- Spanska supercupen: 2019, 2021, 2023-24
- UEFA Super Cup: 2022, 2024
- Interkontinentala cupen: 2018, 2022, 2024